# Rue Crève-Cœur
La rue Crève-Cœur est une rue ancienne du centre de la ville de Liège (Belgique) de Féronstrée et Hors-Château. 

## Situation et accès
Cette courte rue pavée rectiligne d'une longueur d'environ 40 m relie la place Crève-Cœur à la rue de la Résistance et au parc Saint-Léonard.
Voies adjacentes
- Place Crève-Cœur
- Rue Saint-Thomas
- Rue du Potay
- Rue de la Résistance
- Parc Saint-Léonard

## Origine du nom
La rue et la place voisine tirent leur nom du bastion du Crève-Cœur qui était un ouvrage défensif situé sur les Coteaux de la Citadelle entre la porte de Vivegnis et la Païenporte, le long des Six cints Grés, les anciens escaliers qui menaient à la citadelle à l'intérieur des remparts érigés au cours du XIIIe siècle.

### Source et bibliographie
- Yannik Delairesse et Michel Elsdorf, Le nouveau livre des rues de Liège, Liège, Noir Dessin Production, 2008, 512 p. (ISBN 978-2-87351-143-2 et 2-87351-143-5, présentation en ligne), page 217